# 拉佩尼塔德哈尔特姆巴
拉佩尼塔德哈尔特姆巴（西班牙語：La Peñita de Jaltemba）亦作拉佩尼塔（西班牙語：La Peñita）是墨西哥的一个城镇，位于納亞里特州。

## 地理
拉佩尼塔德哈尔特姆巴西临哈尔特姆巴湾，位于巴亚尔塔港以北64公里。墨西哥200号高速公路穿过该城镇。